# Towarzystwo Śpiewaczo-Muzyczne Lutnia w Kole
Towarzystwo Śpiewaczo-Muzyczne „Lutnia” im. Stanisława Wyspiańskiego w Kole – chór mieszany działający w Kole. Chór wykonuje muzykę sakralną, patriotyczną oraz ludową i popularną.

## Historia
Towarzystwo Śpiewacze „Lutnia” powstało 10 czerwca 1902 roku z inicjatywy Władysława Klimaszewskiego, J. Lutostańskiego i Stanisławwa Piaskowskiego. Pierwszym dyrygentem chóru został J. Lutostański. W 1905 roku Towarzystwo Śpiewacze zostało przemianowane na Towarzystwo Dramatyczno–Muzyczne „Lutnia”. Pierwszym prezesem Towarzystwa Dramatyczno–Muzycznego był Czesław Freudenreich, który funkcję tę pełnił do 1939 roku. W 1908 roku dyrygentem chóru został Józef Głowiński, który zorganizował przy chórze liczącą 16 członków orkiestrę.
Podczas I wojny światowej wkraczający do Koła żołnierze niemieccy zajęli budynek gimnazjum, w którym siedzibę miała „Lutnia” i rozkradli należące do towarzystwa instrumenty muzyczne, bibliotekę i kostiumy teatralne. W 1916 pozostający w Kole członkowie towarzystwa dołączyli do chóru kościelnego. Towarzystwo wznowiło działalność w listopadzie 1918 roku. W 1918 roku towarzystwo zakupiło sztandar. Podczas wojny polsko-bolszewickiej Towarzystwo zapewniło wyposażenie dla dwóch członków, którzy zgłosili się do wojska. W okresie dwudziestolecia międzywojennego „Lutnia” organizowała wiele koncertów, festynów i kiermaszy, często również w ramach działalności charytatywnej.
W 1991 roku Towarzystwo Śpiewaczo–Muzyczne „Lutnia” połączyło się z działającym przy parafii Podwyższenia Krzyża Świętego w Kole Chórem Kościelnym im. Stanisława Moniuszki, tworząc Towarzystwo Śpiewaczo-Muzyczne „Lutnia” im. Stanisława Wyspiańskiego. Dyrygentem i kierownikiem artystycznym chóru był do września 2001 roku Jan Kordylewski, który od 1981 roku był dyrygentem chóru kościelnego, a od 1985 roku dyrygentem połączonej „Lutni”. Na skutek rezygnacji Jana Kordylewskiego z kierowania „Lutnią” doszło do ponownego podziału chóru na Towarzystwo Śpiewaczo-Muzyczne „Lutnia” i kościelny Chór Farny „Lutnia”. W 2001 roku dyrygentką chóru TŚM została Agnieszka Frątczak (obecnie Gralińska). Chór współpracuje m.in. z Dariuszem Matysiakiem.
W 2022 roku chór świętował 120-lecie istnienia. W 2023 roku chór brał udział w odsłonięciu ławeczki Czesława Freudenreicha w Kole.

## Nagrody i wyróżnienia
Laureat Srebrnej Maski Orfeusza podczas Wielkopolskich Dni Muzyki w Dusznikach (1999). Chór odznaczono Złotą Odznaką z Laurem Polskiego Związku Chórów i Orkiestr.
W 2011 roku chór otrzymał trzecie miejsce na Międzynarodowym Festiwalu Muzyki Adwentowej i Bożonarodzeniowej w Pradze.